# یواس‌اس فرالیک (۱۸۱۳)
یواس‌اس فرالیک (۱۸۱۳) (به انگلیسی: USS Frolic (1813)) یک کشتی بود که طول آن ۱۱۹ فوت ۶ اینچ (۳۶٫۴۲ متر) بود. این کشتی در سال ۱۸۱۳ ساخته شد.